# Caroline Mathilde van Sleeswijk-Holstein-Sonderburg-Augustenburg

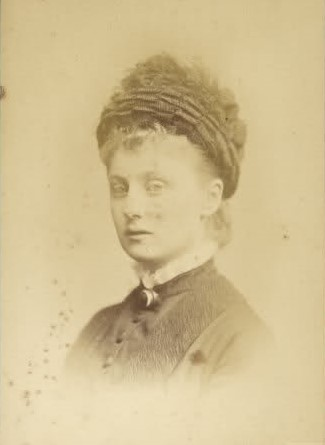
Caroline Mathilde van Sleeswijk-Holstein-Sonderburg-Augustenburg in 1880

Victoria Frederike Augusta Marie Caroline Mathilde van Sleeswijk-Holstein-Sonderburg-Augustenburg (Augustenborg, 25 januari 1860 — Przemków, 20 februari 1932) was een prinses uit het huis Sleeswijk-Holstein-Sonderburg-Augustenburg.
Zij was het derde kind en de tweede dochter van Frederik van Sleeswijk-Holstein-Sonderburg-Augustenburg en diens echtgenote Adelheid van Hohenlohe-Langenburg. Zij was een jongere zuster van Augusta Victoria, de echtgenote van de laatste Duitse keizer Wilhelm II. 
Zelf trouwde zij op 19 maart 1885 met Frederik Ferdinand van Sleeswijk-Holstein-Sonderburg-Glücksburg. 
Het paar kreeg de volgende kinderen:
- Victoria Adelheid (1885-1970), huwde met Karel Eduard van Saksen-Coburg en Gotha
- Alexandra Victoria Auguste Leopoldine Charlotte Amalie Wilhelmina (1887-1957), getrouwd met August Wilhelm van Pruisen
- Helene Adelheid (1888-1962), huwde met Harald van Denemarken
- Adelheid Louise (1889-1964), huwde met Frederik, 3e prins van Solms-Baruth
- Willem Frederik Christian Günther Albert Adolf George (1891-1965)
- Victoria-Irene Adelheid Auguste Alberta Feodora Caroline Mathilde (1894-1972), huwde op 27 mei 1920 met graaf Hans van Solms-Baruth